# Herald of Free Enterprise
Die Herald of Free Enterprise (deutsch Herold des freien Unternehmertums) war eine RoRo-Fähre der Reederei Townsend Thoresen (heute Dubai Ports World) und normalerweise im Liniendienst Calais–Dover eingesetzt.
Am Abend des 6. März 1987 kenterte das Schiff bei der Ausfahrt aus dem Hafen von Zeebrügge. Von den 623 Personen an Bord kamen 193 ums Leben.

## Geschichte
Die Herald of Free Enterprise wurde als zweites von insgesamt drei Schwesterschiffen bei Schichau Unterweser in Bremerhaven für die britische Reederei Townsend Thoresen gebaut. Ihre Schwesterschiffe waren die erstgebaute Spirit of Free Enterprise sowie die zuletztgebaute Pride of Free Enterprise. Die Fähren hatten an Bug und Heck zur Seite öffnende Tore knapp über der Wasserlinie, was ein schnelles Be- und Entladen des Schiffes im Hafen ermöglichte.

### Untergang
Als das Schiff am 6. März 1987 gegen 19 Uhr mit 543 Passagieren und 80 Besatzungsmitgliedern an Bord den Hafen Zeebrügge in Richtung Dover verließ, schlief der mit der Kontrolle der Bugtore beauftragte 2. Bootsmann in seiner Kabine. Nach der Hafenausfahrt wurde das Schiff beschleunigt. Bei leichtem Seegang drang schnell eine große Menge Wasser durch die offenen Bugklappen in das Schiff ein. Durch die Wassermenge und die verrutschende Ladung neigte das Schiff sich nach Backbord und kenterte innerhalb von zwei Minuten.
Glück im Unglück war die Tatsache, dass die Herald of Free Enterprise nicht komplett unterging, sondern auf eine Sandbank in etwa neun Meter Tiefe auflief und auf der Backbordseite liegenblieb (Position 51° 22′ 28″ N, 3° 11′ 26″ O). Mit Hilfe der schnell eintreffenden Rettungsmannschaften – innerhalb von 19 Minuten befand sich der erste Rettungshubschrauber über dem Schiff, nur wenig später traf das erste Schiff an der Unglücksstelle ein – und dank einer besonnen agierenden Besatzung und einigen Passagieren konnten mehr als 400 Menschen aus dem Schiff gerettet werden. Für 193 Menschen – unterschiedliche Quellen geben bis heute leicht abweichende Opferzahlen an – kam jedoch jede Hilfe zu spät.
Für seine umsichtige und zugleich mutige Leistung wurde Wolfgang Schröder, der Kapitän des ersten am Unglücksort eingetroffenen Schiffes, von Premierministerin Margaret Thatcher mit einem Dankesschreiben bedacht und vom belgischen König mit einem Orden geehrt.

### Untersuchung
Den letzten Untersuchungsergebnissen zufolge kenterte das Schiff durch eine tragische Verkettung mehrerer Faktoren.
Um die Stillstandszeiten im Hafen und damit Kosten zu minimieren, war es gängige Praxis, die Bugklappen erst nach dem Ablegen auf dem Weg zur Hafenausfahrt zu schließen. Da die Bugklappen von der Brücke aus nicht zu sehen waren und es auch keine Kontrollleuchten gab, die den Verantwortlichen auf der Brücke die Schließung der Klappen hätten bestätigen können, war es Aufgabe des Bootsmanns, dies zu kontrollieren. Der Bootsmann hatte sich laut Vorschrift aber während des Auslaufens ebenfalls auf der Brücke aufzuhalten, weshalb er die Kontrolle der Bugklappen einem Gehilfen übertrug.
Das offene Bugtor allein hätte selbst bei voller Fahrt das Schiff mit hoher Wahrscheinlichkeit nicht zum Kentern gebracht, da die Bugwelle nicht an die Unterkante des Autodecks heranreichte. In der Vergangenheit fuhren Schiffe der Reederei auch mit offenen Bugtoren, ohne dass dies zu Unfällen führte. Um im Hafen von Zeebrügge das obere RoRo-Deck der Fähre beladen zu können, hatte das Schiff jedoch die Ballasttanks geflutet, da die Laderampe des Hafens das Deck sonst nicht hätte erreichen können. Damit hatte das Schiff beim Auslaufen schon einen größeren Tiefgang. Durch die geringe Wassertiefe in Hafennähe entstand während der Fahrt zudem eine Sogwirkung (Flachwasser-Effekt), die das Schiff zusätzlich nach unten zog und so erst den Wassereintritt im Autodeck ermöglichte.
Weil jedoch ein Besatzungsmitglied eingeschlafen war, blieb die Bugklappe offen und führte durch den so möglich gewordenen Wassereintritt zum Untergang der Herald of Free Enterprise, was bei der Ursachenanalyse die Bedeutung der allgemein oft unterschätzten Problematik von Fatigue im Sinne von Seafarer Fatigue als großes Problem in der Seefahrt konkret dokumentierte.

### Verschrottung
Im Oktober 1987 sollte das Schiff zum Abwracken nach Taiwan geschleppt werden. Im Golf von Biskaya, nördlich von A Coruña, brachen in einem Sturm die Stahltrossen, mit denen die Herald of Free Enterprise sowie eine weitere zu verschrottende Fähre an einem Schleppschiff befestigt waren. Dadurch trieb die Unglücksfähre führerlos im Meer, was in dem Gebiet vorübergehend zur Beeinträchtigung der Schifffahrt führte. Am 23. März 1988 wurde schließlich in Kaohsiung mit dem Abbruch des Schiffes begonnen.

## Auswirkungen auf die Tätigkeit der IMO und weiterer Körperschaften
Die brit. Seeunfall-Untersuchungsbehörde MAIB wurde 1989 als Folge des Unglücks gegründet.
1997 wurde mit Hinweis auf den Untergang der Herald of Free Enterprise und mit einer Studie von der Gewerkschaft der britischen Handelsschiffsoffiziere NUMAST in einem Aufruf der Internationalen Seeschifffahrts-Organisation (IMO) zum Weltschifffahrtstag  auf die überdurchschnittlich hohen Arbeitszeiten und die unterdurchschnittlichen Ruhezeiten der Seeleute im Vergleich zur übrigen Bevölkerung des Vereinigten Königreiches hingewiesen und die IMO rückte somit Fatigue im Sinne von Seafarer Fatigue als großes branchentypisches Problem der Seeschifffahrt insbesondere für interessierte Parteien („Stakeholder“) im Bereich Maritime Wirtschaft in das öffentliche Bewusstsein. Das globale Ausmaß des Problems deckte demnach eine ebenfalls 1997 der IMO vorgestellte Studie der US Coast Guard auf, die besagte, dass bei dort untersuchten 279 Vorfällen die Übermüdung im Sinne von Seafarer Fatigue bei 16 % der Schiffsunfällen und 33 % der Personenunfälle ebenfalls eine Rolle spielte und dass darüber hinaus bei Seefahrern ein bedeutsames Risiko der Übermüdung im Sinne von Seafarer Fatigue besteht.
Ebenfalls mit Hinweis auf den Untergang der Herald of Free Enterprise veröffentlichten 2004 die britische Health and Safety Executive und die University of Bath in Kooperation zur Ursachenforschung auch im Themenfeld Arbeitsunfall in der Reihe HSE Books das Arbeitsbuch „Investigating accidents and incidents A workbook for employers, unions, safety representatives and safety professionals.“ (kurz: „HSG245“) mit ausgefeilten Fragebögen und Arbeitsblättern zur sogenannten „Adverse event analysis“, was als ein „step by step guide“ zur Unfallanalyse mit erprobter Arbeitsmethode unter Anwendung von fünf Kategorien von jeder „interessierten Seite“ in jeder Branche genutzt werden kann, um mit der Zielstellung „Reducing Risks and protecting people“ zur Aufklärung einer Unfallursache und damit verbundener Umstände des Einzelfalls und ggf. auch zur Klärung von Haftungsfragen beizutragen, das 2011 überarbeitet und erneut veröffentlicht wurde als Workbook „HSG245“.

## Rezeption des Ereignisses
- Nach dem Unglück nahm eine Gruppe britischer Musiker unter dem Namen Ferry Aid eine neue Version des Beatles-Hits Let It Be auf, der Erlös kam den Hinterbliebenen der Opfer zugute.
- Der belgische Musiker Milow schrieb über das Unglück ein Lied, das auf den Alben „Coming of Age“ und „Milow“ (2009/Homerun Records) erschien.
- Die fünfte Folge der zweiten Staffel von Sekunden vor dem Unglück mit dem Titel „Der Untergang der Herald of Free Enterprise“ behandelt das Unglück.
- Bildmaterial der auf der Seite liegenden Herald of Free Enterprise wird im Film Drei Farben: Rot (1994) von Krzysztof Kieślowski gezeigt.